# Villanueva de la Sierra
Villanueva de la Sierra ist eine Gemeinde (municipio) mit 493 Einwohnern (Stand: 2024) im äußersten Nordwesten der Provinz Cáceres in der Autonomen Region Extremadura im Westen Spaniens. 

## Lage
Villanueva de la Sierra liegt etwa 75 Kilometer (Fahrtstrecke) nördlich der Provinzhauptstadt Cáceres in einer Höhe von ca. 525 m. Das Klima ist gemäßigt bis warm; Regen (864 mm/Jahr) fällt hauptsächlich im Winterhalbjahr.

## Bevölkerungsentwicklung
| Jahr      | 1970 | 1981 | 1991 | 2001 | 2011 | 2021 |
| Einwohner | 1254 | 1033 | 718  | 639  | 500  | 447  |

Der deutliche Bevölkerungsrückgang seit den 1950er Jahren ist im Wesentlichen auf die Mechanisierung der Landwirtschaft sowie die Aufgabe bäuerlicher Kleinbetriebe („Höfesterben“) und den damit einhergehenden Verlust von Arbeitsplätzen zurückzuführen.

## Sehenswürdigkeiten

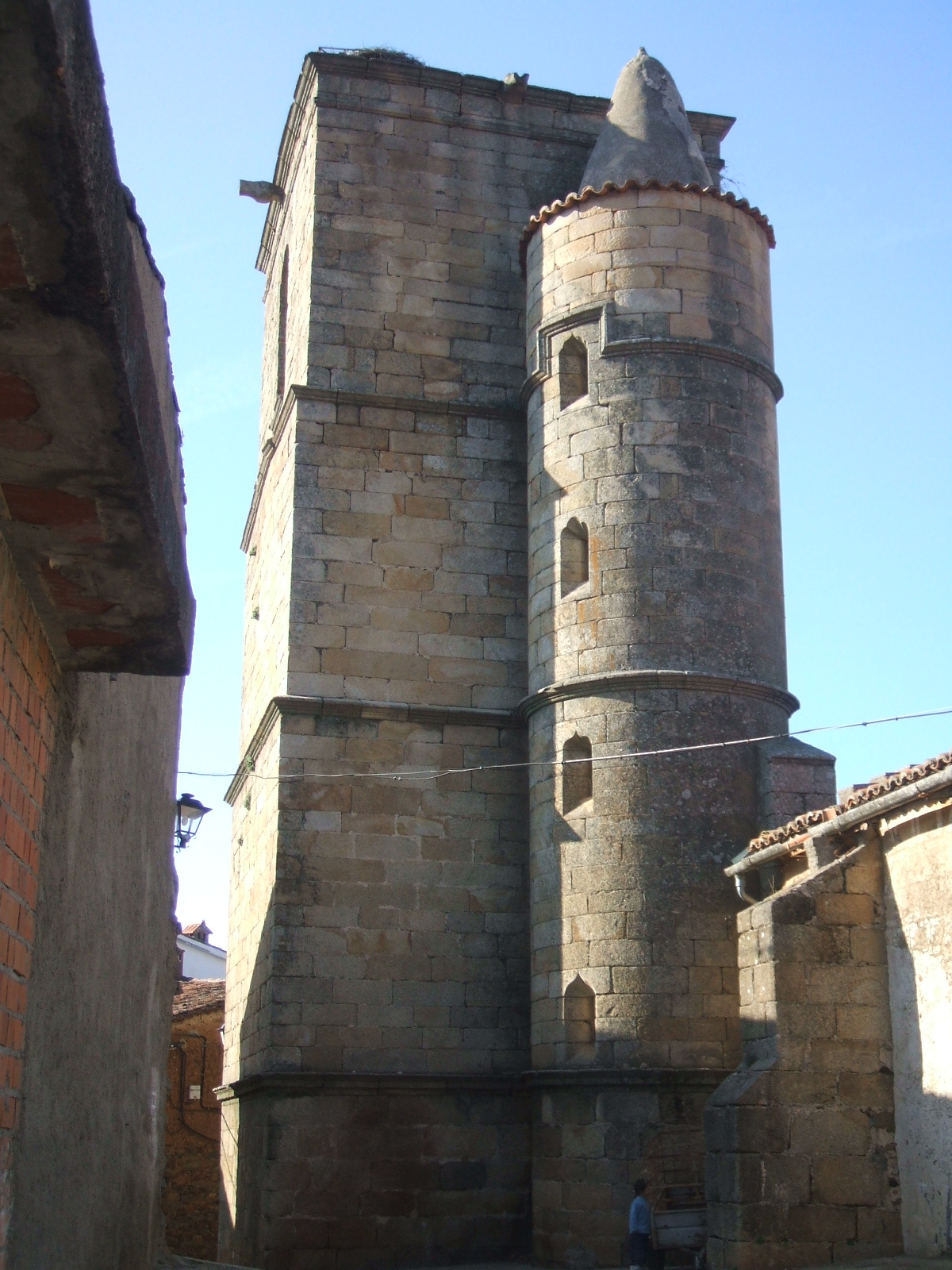
Kirche Mariä Himmelfahrt
- Gottvaterkapelle
- Lagerhaus aus dem 16. Jahrhundert

- Kirche Mariä Himmelfahrt